# Чоговадзе, Георгий Ираклиевич
Георгий Ираклиевич Чоговадзе (груз. გიორგი ჩოგოვაძე, 28 декабря 1906, Тифлис — 1996) — советский хозяйственный, государственный и политический деятель.

## Биография
Родился в 1906 году. Член ВКП(б) с 1938 года.
В 1930 году окончил Тифлисский политехнический институт.
С 1928 года — на хозяйственной, общественной и политической работе. В 1928—1970 гг. — техник-электромеханик, прораб, замначальника монтажных работ на строительстве Рионской ГЭС, начальник строительно-монтажных работ, начальник строительства ряда ГЭС, на партийной работе в ЦК КП Грузии.
- 1956—1957 гг. — заместитель Председателя Совета Министров Грузинской ССР
- 1957—1963 гг. — председатель Совета народного хозяйства Грузинской ССР
- 1963—1970 гг. — первый заместитель председателя Совета Министров Грузинской ССР.
- 1969—1970 гг. — министр иностранных дел Грузинской ССР
- с 1970 — директор Грузинского научно-исследовательского института энергетики и гидротехнических сооружений

Избирался депутатом Верховного Совета СССР 5-го, 6-го и 7-го созывов.
Сын — Гоча Чоговадзе, бывший посол Грузии во Франции с 1994 по 2004 год.